# Wasserbeschaffungsverband Riedgruppe Ost
Koordinaten: 49° 42′ 28″ N, 8° 31′ 24,8″ O

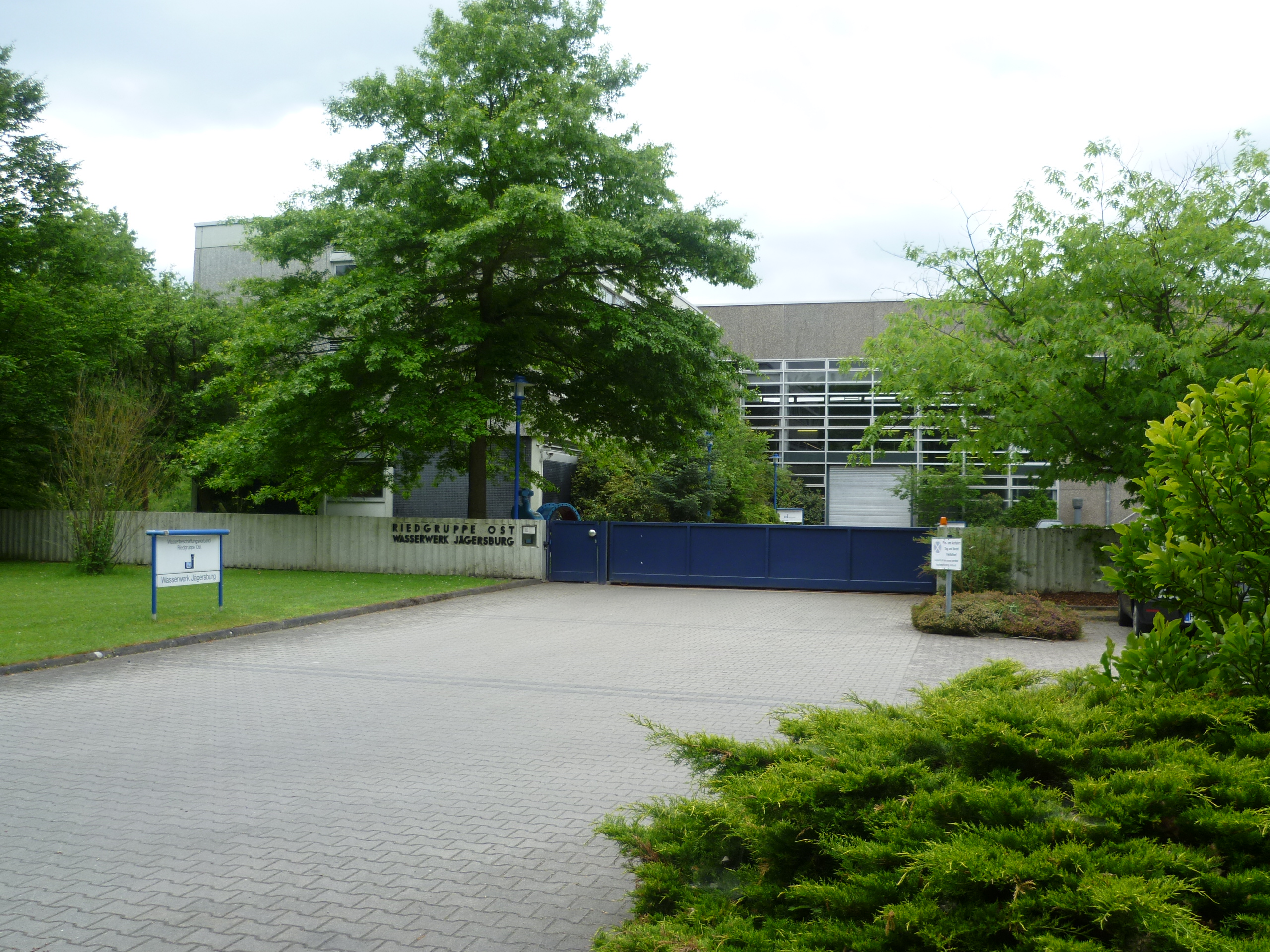
Wasserwerk Jägersburg. Sitz des Wasserbeschaffungsverbandes

Der Wasserbeschaffungsverband Riedgruppe Ost ist ein im Hessischen Ried gelegener Dienstleister für die lokale und regionale Trinkwasserversorgung mit Sitz in Einhausen. Er hat als Wasser- und Bodenverband die Rechtsform einer Körperschaft des öffentlichen Rechts.

## Geschichte
Gegründet wurde der Wasserbeschaffungsverband (WBV) am 17. Dezember 1957 von der Gemeinde
Einhausen, der Stadt Lorsch, sowie den damals noch selbständigen Gemeinden
Fehlheim, Schwanheim (beide heute Stadtteile von Bensheim) und Rodau
(heute ein Stadtteil von Zwingenberg).
Am Feuersteinberg auf Lorscher Gemarkung wurde 1960 das erste Wasserwerk des Verbandes in Betrieb genommen,
das ausschließlich der Versorgung der damaligen Verbandsgemeinden diente.
Es folgte 1968 das größere Wasserwerk Jägersburg im Jägersburger Wald auf Einhäuser Gebiet,
das von Anfang an auch zur Lieferung überschüssiger Wassermengen an andere Abnehmer konzipiert
war.
Dort befindet sich seitdem auch der Sitz des Verbandes.
Die aktuellen Mitglieder sind die Städte Lorsch (mit 33,5 % der Stimmrechte), Bensheim (13,5 %) und Zwingenberg (3 %), die Gemeinde Einhausen (26 %) und
der Landkreis Bergstraße (24 %). Lorsch und Einhausen, auf deren Grund die beiden Wasserwerke des Verbandes stehen, verfügen damit zusammen über mehr als 50 % der Stimmen.

## Aufgabe
Hauptaufgabe ist die Versorgung der Mitgliedsgemeinden mit Trinkwasser und die Vorsorge, dass das Wasser auch
zukünftig in ausreichender Menge und Qualität zur Verfügung steht.
Auch die Gemeinden Biblis und Groß-Rohrheim und die
Stadt Heppenheim, die allesamt nicht Mitglieder im Verband sind, beziehen Trinkwasser von
ihm.
Darüber hinaus liefert der Wasserbeschaffungsverband große Mengen Trinkwasser an die Hessenwasser GmbH für
überregionale Verbraucher im Ballungsraum Rhein-Main-Gebiet.
Neben der reinen Lieferung von Wasser werden auch Leistungen im Unterhalt und Neubau der Ortsnetzleitungen
der Verbandsgemeinden angeboten.

## Weitere Informationen
In den vergangenen Jahren geriet der WBV mehrfach in die Schlagzeilen, weil von verschiedener Seite die Änderung
der Verbandsstruktur und der Mehrheitsverhältnisse in der Verbandsversammlung gefordert wurde.
So wollte die Stadt Bensheim ihren Stimmenanteil erhöhen und diesen zudem dann dem Versorgungsunternehmen GGEW
überlassen, einem Mitbewerber des WBV im Wassergeschäft.
Die Verbandsversammlung lehnte allerdings dieses Ansinnen ab, eine Klage der Stadt Bensheim und des GGEW dagegen wurde abgewiesen.
Die Stadt Heppenheim versuchte mit dem Hinweis, einer der größten Kunden zu sein, eine Mitgliedschaft im WBV zu erzwingen.
Auch dies wurde von der Verbandsversammlung abgelehnt, eine Klage der Stadt Heppenheim wurde ebenfalls abgewiesen.